# Podocarpus affinis
Podocarpus affinis — вид из рода Подокарп (Podocarpus) семейства Подокарповые (Podocarpaceae). Эндемик островов Фиджи.

## Типология
Вид описан по экземпляру растения, собранному 24 августа 1860 года на вершине горы Вома (высота — 923 м) в провинции Намоси на острове Вити-Леву.

## Распространение
Произрастает в густых лесах на высоте 600—960 м. Имеет очень ограниченный ареал, встречаясь только на острове Вити-Леву.
Согласно Красной книге МСОП вид находится в уязвимом состоянии.

## Биологическое описание
Podocarpus affinis — небольшое дерево высотой 3-9 м. Листья маленькие, жёсткие, линейно-эллиптические. Верхушка закруглённая или затупленная. Верхняя сторона листа тёмно-зелёная, нижняя — вначале голубовато-зелёная, затем по мере высыхания рыжеватая. Длина листа — 3-5 см, ширина — 6-9 мм. Длина мужских шишек — 2-3,5 см, диаметр — 2-3 мм. Мужские шишки созревают в ноябре, плоды — в августе и ноябре.